# Cystidia lienpingensis
Cystidia lienpingensis là một loài bướm đêm trong họ Geometridae.